# Yellow Magic Orchestra (album)
Albums de Yellow Magic Orchestra
Solid State Survivor
(1979)
Singles
1. Tong Poo / Firecracker
Sortie : 1978 (disque promotionnel)
2. Computer Game / Firecracker
Sortie : 1978, 1979
3. Cosmic Surfin
Sortie : 1979
4. La femme chinoise
Sortie : 1979
5. Tong Poo
Sortie : 1979

Yellow Magic Orchestra est le premier album studio du groupe de synthpop japonais Yellow Magic Orchestra. Sorti en 1978 au japon sous le label Alfa Records, il connaitra une réédition destinée au marché européen et américain par A&M Records en 1979 avec un titre en moins et une nouvelle pochette.
L'album est un des premiers exemple de synthpop, et aura une grande influence dans les mouvements de l'electro, du hip-hop , de la techno, et de la bleep techno.
L'album se démarque particulièrement pour ses sons électroniques notamment dues au Séquenceur musical de type Roland MC-8 Microcomposer que le groupe est l'un des premiers à utiliser. C'est aussi l'un des premiers albums à utiliser des bruitages de jeux vidéos,.
L'album s'est vendu à 250 000 copies au Japon lors de sa sortie et est entré au Billboard 200 et top R&B Albums aux USA. Son single le plus célèbre est Computer Game / Firecracker qui se vendra à plus de 400 000 exemplaires à travers les États-Unis et sera classé dans le top 20 des hits du Royaume Uni.

## Liste des titres

### Album Original
| 1. | Computer Game 'Theme from The Circus'  | Yellow Magic Orchestra               |               | 1:48 |
| 2. | Firecracker                            | Yellow Magic Orchestra, Martin Denny |               | 4:50 |
| 3. | Simoon                                 | Haruomi Hosono                       | Chris Mosdell | 6:27 |
| 4. | Cosmic Surfin                          | Haruomi Hosono                       |               | 4:51 |
| 5. | Computer Game 'Theme from The Invader' | Yellow Magic Orchestra               |               | 0:43 |

| 1. | Tong Poo                   | Ryuichi Sakamoto       |               | 6:15 |
| 2. | La femme Chinoise          | Yukihiro Takahashi     | Chris Mosdell | 5:52 |
| 3. | Bridge over Troubled Music | Yellow Magic Orchestra |               | 1:17 |
| 4. | Mad Pierrot                | Haruomi Hosono         |               | 4:20 |
| 5. | Acrobat                    | Haruomi Hosono         |               | 1:12 |

### Sortie US et européenne
| 1. | Computer Game 'Theme from The Circus'  | Yellow Magic Orchestra               |               | 1:48 |
| 2. | Firecracker                            | Yellow Magic Orchestra, Martin Denny |               | 4:50 |
| 3. | Simoon                                 | Haruomi Hosono                       | Chris Mosdell | 6:27 |
| 4. | Cosmic Surfin                          | Haruomi Hosono                       |               | 4:51 |
| 5. | Computer Game 'Theme from The Invader' | Yellow Magic Orchestra               |               | 0:43 |

| 1. | Tong Poo                   | Ryuichi Sakamoto       |               | 6:15 |
| 2. | La femme Chinoise          | Yukihiro Takahashi     | Chris Mosdell | 5:52 |
| 3. | Bridge over Troubled Music | Yellow Magic Orchestra |               | 1:17 |
| 4. | Mad Pierrot                | Haruomi Hosono         |               | 4:20 |

## Classement
| Année | Support  | Classement (1979)     | Meilleure place | Nombre de semaines | Ventes totales |
| ----- | -------- | --------------------- | --------------- | ------------------ | -------------- |
| 1978  | LP       | Japan Oricon LP Chart | 20              | 73                 | 187,000        |
| 1978  | Cassette | Japan Oricon CT Chart | 17              | 35                 | 63,000         |
| 1980  | LP       | US Billboard 200      | 81              |                    |                |
| 1980  | LP       | US R&B Albums         | 37              |                    |                |